# The Business - the Definitive Singles Collection
The Business - the Definitive Singles Collection är en samlingsbox med 3 skivor, innehållande den brittiska ska/popgruppen Madness' samtliga singlar med b-sidor och annat extramaterial från åren 1979-1986. Mellan låtarna finns intervjuer med några personer som har något att göra med Madness. Den släpptes av Virgin Records 1993.

## Låtlista

### Skiva ett
1. Intro: Rick Rodgers, The Specials' Manager
2. "The Prince" (Lee Thompson) - 2:27
3. "Madness" (Cecil "Prince Buster" Campbell) - 2:33
4. Rick Rodgers Speaks Again
5. "One Step Beyond" (Campbell) - 2:16
6. John Eichler, Publican, Hope & Anchor, London
7. "Mistakes" (Michael Barson, John Hasler) - 2:52
8. "Nutty Theme" (Graham McPherson, Thompson) - 2:10
9. 'Wandsworth Harry', Longtime Fan
10. "My Girl" (Barson) - 2:41
11. John Hasler, Ex-drummer, Singer and Manager"
12. "Stepping Into Line" (McPherson, Mark Bedford) - 2:15
13. "In the Rain" (McPherson, Madness, Thompson) - 2:46
14. Dave Robinson, Ex-manager of Stiff Records"
15. "Night Boat to Cairo" (Barson, McPherson) - 3:16
16. John Hasler Speaks Again
17. "Deceives The Eye" (Bedford, Christopher Foreman) - 1:58
18. "The Young And the Old" (McPherson, Barson) - 2:04
19. Rick Rodgers Yet Again
20. "Don't Quote Me On That" (Madness) - 4:31
21. "Baggy Trousers" (McPherson, Foreman) - 2:27
22. Kellog's, Madness Manager 1980-81
23. "The Business" (Barson) - 3:17
24. Kellog's Speaks Again
25. "Embarrassment" (Thompson, Barson) - 2:57
26. Chalky, Friend/Roadie, Talks About Woody
27. "Crying Shame" (Barson) - 2:35
28. Clive Langer And Alan Winstanley
29. "The Return of the Los Palmas 7" (Barson, Daniel Woodgate, Bedford) - 1:56
30. Langer And Winstanley Speaks Again
31. "That's The Way To Do It" (Foreman) - 2:50
32. "My Girl (Demo Version)" (Barson) - 2:28
33. "Swan Lake (Live)" (Trad. Arr: Barson) - 2:34
34. Chalky & Toks, Friends Of The Band
35. "Grey Day" (Barson) - 3:32
36. Chalky & Toks On The Future Of The Band
37. "Memories" (Foreman) - 2:14
38. Kellog's On Chalky And Toks
39. "Shut Up" (McPherson, Foreman) - 4:03
40. "A Town With No Name" (Foreman)

### Skiva två
1. "Never Ask Twice" (McPherson, Barson) - 3:00
2. Elvis Costello & Clive Langer On 'Fame'
3. "It Must Be Love" (Labi Siffre) - 3:17
4. "Shadow On The House" (Foreman) - 3:18
5. Sonny From Stiff Promotions
6. "Cardiac Arrest" (Chas Smash, Foreman) - 2:50
7. "In The City" (McPherson, Smash, Barson, Foreman, Crutchfield, Inoue) - 2:57
8. Paul Conroy Speaks
9. "House of Fun" (Barson, Thompson) - 2:47
10. "Don't Look Back" (Foreman) - 3:30
11. Neil Ferris From Ferret & Spanner
12. "Driving in My Car" (Barson) - 3:16
13. "Terry Wogan Jingle" (Madness) - 0:25
14. "Animal Farm" (Madness) - 4:02
15. "Riding On My Bike" (Barson, Thompson) - 4:32
16. John Kalodner From Geffen Records
17. "Our House (Stretch Mix)" (Smash, Foreman) - 5:31
18. Pauline Black From The Selecter
19. "Walking With Mr Wheeze" (Barson) - 3:31
20. "Tomorrow's (Just Another Day)" (Smash, Barson) - 3:02
21. Nigel Dick From Stiff Records
22. "Madness (Is All in the Mind)" (Foreman) - 2:49
23. Lionel Martin - Accountant
24. "Wings of a Dove" (McPherson, Smash) - 2:58
25. "Behind The Eight Ball" (Madness) - 2:58
26. Lee's Uncle Jack
27. "One's Second Thoughtlessness" (Thompson, Woodgate) - 3:24
28. "The Sun and the Rain" (Barson) - 3:19
29. Gary Dovey - Early Madness Drummer
30. "Fireball XL5" (Thompson) - 1:44
31. "Visit To Dracstein Castle" (Madness) - 1:55
32. "Michael Caine" (Woodgate, Smash) - 3:42

### Skiva tre
1. "If You Think There's Something" (Barson) - 3:07
2. "One Better Day" (McPherson, Bedford) - 4:00
3. Paul Wolfe - Early Madness Lawyer
4. "Guns" (McPherson) - 3:00
5. "Victoria Gardens" (Barson, Smash) - 3:59
6. Ian Horne - Sound Engineer & Guru
7. "Sarah" (Thompson) - 3:43
8. "Yesterday's Men (Harmonica Version)" (McPherson, Foreman) - 4:30
9. "All I Knew" (McPherson) - 3:07
10. "It Must Be Love (Live)" (Labi Siffre) - 3:32
11. "Uncle Sam" (Thompson, Foreman) - 3:03
12. "David Hamilton Jingle" (Madness) - 0:34
13. "Inanity Over Christmas" (Thompson, Woodgate) - 3:49
14. "Please Don't Go" (Foreman) - 3:17
15. Hector Walker - Madness' Valet
16. "Sweetest Girl (Extended Version)" (Green Gartside) - 5:44
17. "Jennie (A Portrait Of)" (Thompson, Woodgate) - 3:00
18. "Tear's You Can't Hide" (Smash) - 3:08
19. "Call Me" (Smash, McPherson) - 3:56
20. "Waiting for the Ghost Train" (McPherson) - 3:41
21. "One Step Beyond (Italian Version)" (Campbell) - 2:22
22. "Maybee In Another Life" (Thompson, Neal, Woodgate, Bedford) - 2:59
23. "Seven Year Scratch" (Madness, Campbell) - 5:51
24. "Release Me" (Miller, Williams, Young, Harris) - 1:54
25. "Carols On 45" (Trad. Arr: Madness) - 1:11
26. "The National Anthem" (Trad. Arr: Madness) - 1:13